# Gonomyia (Neolipophleps) platymera
Gonomyia (Neolipophleps) platymera is een tweevleugelige uit de familie steltmuggen (Limoniidae). De soort komt voor in het Neotropisch gebied.